# タイム・ランドスケイプ

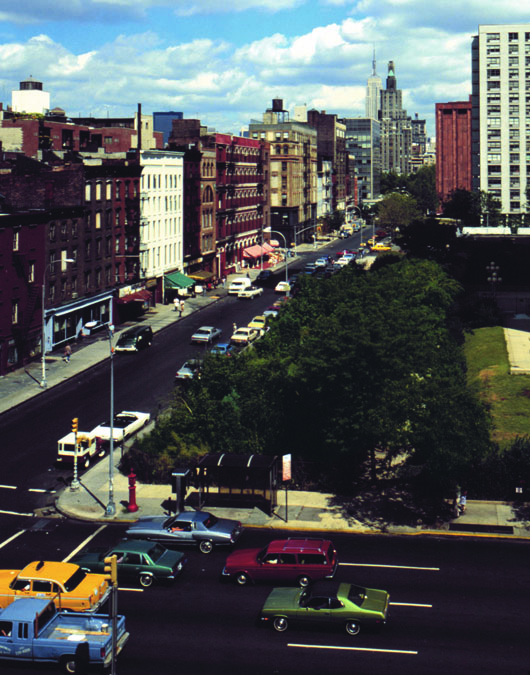
A photograph of Time Landscape

タイム・ランドスケイプ(Time Landscape、1965-1978–現在)は、アメリカ合衆国のアーティストのアラン・ソンフィスト（1946- ）によるランドアートワークである。それは、植民地時代以前のニューヨーク市地域に自生した植物で構成されている。植えられたものは、1978年まで、ラガーディア・プレイスとウェストヒューストン・ストリートの北東の角にあるマンハッタンのロウアーマンハッタンにある25'x40 'の長方形の区画に植え替えられた。
ニューヨーク市公園局は、このアート作品を次のように解説している。
植え付け後、作品はプロジェクトの性質と「自然」とは何かについての質問を投げかけてくる。ポストコロニアル植物は、容赦なく公園に侵入してくる。それについて、ソンフィストはそれが気にならないと言う。一方では、過去の自然を呼び覚ますことは、これを他の緑地と違いをはっきりと示している。ニューヨーク市公園局は、定期的に侵入植物を取り除き、焼却するようにしている。

## プロジェクトの流れ
- 1965年 計画の提案
- 1978年 The Time Landscape project is unveiled by Sonfist.
- 2005年 A second part of "Human/Nature Art and the Environment" is published in honor of the artwork's 40th anniversary.[4]

## 出版物
- "Natural Phenomena as Public Monuments", essay by Alan Sonfist 1968
- Publication of his lecture series at the Metropolitan Museum of Art in 1969
- "Art in the Land: A Critical Anthology of Environmental Art", E.P. Dutton, 1983, Editor: Alan Sonfist
- "Nature: The End of Art, distributed by Thames and Hudson", published by Gil Ori, 2004 republished in Europe and Asia
- "Human/Nature Art and the Environment Part 2, Alan Sonfist 'Time Landscape (1965-1978-Present)'"

### 写真
- New York daily photo blogspot
- Flickr page of wallyg

座標: 北緯40度43分37秒 西経73度59分58秒 / 北緯40.72707度 西経73.999529度